# Cupa mondială de biatlon 2015-2016
Cupa mondială de biatlon 2015-2016 (ediția a 39-a) a fost un turneu care a inclus mai multe concursuri de-a lungul unui sezon de biatlon, organizat de Uniunea Internațională de Biatlon. Acest sezon a fost programat între 29 noiembrie 2015, data primei etape care a avut loc la Östersund, și 20 martie 2016 la Hantî-Mansiisk. Circuitul a inclus zece evenimente, fiecare dintre ele având diferite curse: individual, sprint, urmărire, start în masă sau ștafetă. Campionatele mondiale (care sunt integrate în Cupa mondială) au avut loc la Oslo, Norvegia în perioada 3-13 martie 2016.

## Atribuirea punctelor
Pentru fiecare cursă din cadrul celor zece evenimente s-a acordat următorul punctaj în funcție de locul ocupat în clasament: 
1. 60 de puncte,
2. 54 de puncte,
3. 48 de puncte,
4. 43 de puncte,
5. 40 de puncte,
6. 38 de puncte,
7. 36 de puncte,
8. 34 de puncte,
9. 32 de puncte,
10. 31 de puncte,

iar pentru fiecare din locurile următoare până la 40, s-a scăut câte un punct.

## Masculin

### Rezultate
| Data                                | Oraș              | Țara          | Disciplină            | Locul 1                                                                          | Locul 2                                                                             | Locul 3                                                                                    | Lider clasament general | Detalii |
| ----------------------------------- | ----------------- | ------------- | --------------------- | -------------------------------------------------------------------------------- | ----------------------------------------------------------------------------------- | ------------------------------------------------------------------------------------------ | ----------------------- | ------- |
| 2 decembrie 2015                    | Östersund         | Suedia        | individual (20 km)    | Ole Einar Bjørndalen                                                             | Simon Schempp                                                                       | Aleksey Volkov                                                                             | Ole Einar Bjørndalen    | [ 2 ]   |
| 5 decembrie 2015                    | Östersund         | Suedia        | sprint (10 km)        | Martin Fourcade                                                                  | Arnd Peiffer                                                                        | Ole Einar Bjørndalen                                                                       | Ole Einar Bjørndalen    | [ 3 ]   |
| 6 decembrie 2015                    | Östersund         | Suedia        | urmărire (12,5 km)    | Martin Fourcade                                                                  | Arnd Peiffer                                                                        | Quentin Maillet Fillon                                                                     | Martin Fourcade         | [ 4 ]   |
| 11 decembrie 2015                   | Hochfilzen        | Austria       | sprint (10 km)        | Simon Schempp                                                                    | Martin Fourcade                                                                     | Tarjei Bø                                                                                  | Martin Fourcade         | [ 5 ]   |
| 12 decembrie 2015                   | Hochfilzen        | Austria       | urmărire (12,5 km)    | Martin Fourcade                                                                  | Simon Schempp                                                                       | Anton Shipulin                                                                             | Martin Fourcade         | [ 6 ]   |
| 13 decembrie 2015                   | Hochfilzen        | Austria       | ștafetă (4x7,5 km)    | Rusia Aleksej Volkov Evgenij Garaničev Dmitrij Malyško Anton Šipulin             | Norvegia Henrik L'Abée-Lund Johannes Thingnes Bø Tarjei Bø Emil Hegle Svendsen      | Franța Simon Fourcade Quentin Fillon Maillet Simon Desthieux Martin Fourcade               | Martin Fourcade         | [ 7 ]   |
| 17 decembrie 2015                   | Pokljuka          | Slovenia      | sprint (10 km)        | Simon Schempp                                                                    | Ole Einar Bjørndalen                                                                | Evgeniy Garanichev                                                                         | Martin Fourcade         | [ 8 ]   |
| 19 decembrie 2015                   | Pokljuka          | Slovenia      | urmărire (12,5 km)    | Simon Schempp                                                                    | Martin Fourcade                                                                     | Anton Șipulin                                                                              | Martin Fourcade         | [ 9 ]   |
| 20 decembrie 2015                   | Pokljuka          | Slovenia      | start în masă (15 km) | Jean-Guillaume Béatrix                                                           | Emil Hegle Svendsen                                                                 | Ole Einar Bjørndalen                                                                       | Martin Fourcade         | [ 10 ]  |
| 8 ianuarie 2016                     | Ruhpolding        | Germania      | sprint (10 km)        | Johannes Thingnes Bø                                                             | Tarjei Bø                                                                           | Emil Hegle Svendsen                                                                        | Martin Fourcade         | [ 12 ]  |
| 9 ianuarie 2016                     | Ruhpolding        | Germania      | urmărire (12,5 km)    | Simon Eder                                                                       | Martin Fourcade                                                                     | Michal Šlesingr                                                                            | Martin Fourcade         | [ 14 ]  |
| 10 ianuarie 2016                    | Ruhpolding        | Germania      | start în masă (15 km) | Martin Fourcade                                                                  | Ondřej Moravec                                                                      | Tarjei Bø                                                                                  | Martin Fourcade         | [ 15 ]  |
| 13 ianuarie 2016                    | Ruhpolding        | Germania      | individual (20 km)    | Martin Fourcade                                                                  | Simon Eder                                                                          | Anton Shipulin                                                                             | Martin Fourcade         | [ 16 ]  |
| 15 ianuarie 2016                    | Ruhpolding        | Germania      | ștafetă (4x7,5 km)    | Norvegia Ole Einar Bjørndalen Johannes Thingnes Bø Tarjei Bø Emil Hegle Svendsen | Rusia Alexey Volkov Evgeniy Garanichev Maxim Tsvetkov Anton Shipulin                | Austria Sven Grossegger Julian Eberhard Simon Eder Dominik Landertinger                    | Martin Fourcade         | [ 17 ]  |
| 17 ianuarie 2016                    | Ruhpolding        | Germania      | start în masă (15 km) | Erik Lesser                                                                      | Martin Fourcade                                                                     | Evgeniy Garanichev                                                                         | Martin Fourcade         | [ 18 ]  |
| 22 ianuarie 2016                    | Rasun Anterselva  | Italia        | sprint (10 km)        | Simon Schempp                                                                    | Maxim Tsvetkov                                                                      | Tarjei Bø                                                                                  | Martin Fourcade         | [ 19 ]  |
| 23 ianuarie 2016                    | Rasun Anterselva  | Italia        | urmărire (12,5 km)    | Anton Shipulin                                                                   | Simon Schempp                                                                       | Johannes Thingnes Bø                                                                       | Martin Fourcade         | [ 20 ]  |
| 24 ianuarie 2016                    | Rasun Anterselva  | Italia        | ștafetă (4x7,5 km)    | Rusia Maxim Tsvetkov Evgeniy Garanichev Dmitry Malyshko Anton Shipulin           | Germania Erik Lesser Benedikt Doll Arnd Peiffer Simon Schempp                       | Norvegia Ole Einar Bjørndalen Lars Helge Birkeland Johannes Thingnes Bø Erlend Bjøntegaard | Martin Fourcade         | [ 21 ]  |
| 4 februarie 2016                    | Canmore           | Canada        | sprint (10 km)        | Martin Fourcade                                                                  | Anton Shipulin                                                                      | Simon Schempp                                                                              | Martin Fourcade         | [ 22 ]  |
| 6 februarie 2016                    | Canmore           | Canada        | start în masă (15 km) | Dominik Windisch                                                                 | Benedikt Doll                                                                       | Quentin Fillon Maillet                                                                     | Martin Fourcade         | [ 23 ]  |
| 11 februarie 2016                   | Presque Isle      | Statele Unite | sprint (10 km)        | Johannes Thingnes Bø                                                             | Anton Shipulin                                                                      | Martin Fourcade                                                                            | Martin Fourcade         | [ 24 ]  |
| 12 februarie 2016                   | Presque Isle      | Statele Unite | urmărire (12,5 km)    | Martin Fourcade                                                                  | Johannes Thingnes Bø                                                                | Anton Shipulin                                                                             | Martin Fourcade         | [ 25 ]  |
| 13 februarie 2016                   | Presque Isle      | Statele Unite | ștafetă (4x7,5 km)    | Norvegia Lars Helge Birkeland Erlend Bjøntegaard Johannes Thingnes Bø Tarjei Bø  | Franța Simon Fourcade Quentin Fillon Maillet Simon Desthieux Jean-Guillaume Béatrix | Germania Erik Lesser Andreas Birnbacher Daniel Böhm Benedikt Doll                          | Martin Fourcade         | [ 26 ]  |
| Campionatul mondial de biatlon 2016 |                   |               |                       |                                                                                  |                                                                                     |                                                                                            |                         |         |
| 5 martie 2016                       | Oslo Holmenkollen | Norvegia      | sprint (10 km)        | Martin Fourcade                                                                  | Ole Einar Bjørndalen                                                                | Sergey Semenov                                                                             | Martin Fourcade         | [ 27 ]  |
| 6 martie 2016                       | Oslo Holmenkollen | Norvegia      | urmărire (12,5 km)    | Martin Fourcade                                                                  | Ole Einar Bjørndalen                                                                | Emil Hegle Svendsen                                                                        | Martin Fourcade         | [ 28 ]  |
| 10 martie 2016                      | Oslo Holmenkollen | Norvegia      | individual (20 km)    | Martin Fourcade                                                                  | Dominik Landertinger                                                                | Simon Eder                                                                                 | Martin Fourcade         | [ 29 ]  |
| 12 martie 2016                      | Oslo Holmenkollen | Norvegia      | ștafetă (4x7,5 km)    | Norvegia Ole Einar Bjørndalen Tarjei Bø Johannes Thingnes Bø Emil Hegle Svendsen | Germania Erik Lesser Benedikt Doll Arnd Peiffer Simon Schempp                       | Canada Christian Gow Nathan Smith Scott Gow Brendan Green                                  | Martin Fourcade         | [ 30 ]  |
| 13 martie 2016                      | Oslo Holmenkollen | Norvegia      | start în masă (15 km) | Johannes Thingnes Bø                                                             | Martin Fourcade                                                                     | Ole Einar Bjørndalen                                                                       | Martin Fourcade         | [ 31 ]  |
| 18 martie 2016                      | Hantî-Mansiisk    | Rusia         | sprint (10 km)        | Julian Eberhard                                                                  | Simon Schempp                                                                       | Arnd Peiffer                                                                               | Martin Fourcade         | [ 32 ]  |
| 19 martie 2016                      | Hantî-Mansiisk    | Rusia         | urmărire (12,5 km)    | Simon Schempp                                                                    | Johannes Thingnes Bø                                                                | Erik Lesser                                                                                | Martin Fourcade         | [ 33 ]  |
| 20 martie 2016                      | Hantî-Mansiisk    | Rusia         | start în masă (15 km) |                                                                                  |                                                                                     |                                                                                            | Martin Fourcade         |         |

### Clasamente
|     | \| Loc \| Nume \| Puncte \| Victorii \| \| --- \| ---------------------- \| ------ \| -------- \| \| 1 \| Martin Fourcade \| 1151 \| 10 \| \| 2 \| Anton Shipulin \| 785 \| 1 \| \| 3 \| Johannes Thingnes Bø \| 730 \| 3 \| \| 4 \| Simon Eder \| 681 \| 1 \| \| 5 \| Tarjei Bø \| 673 \| \| \| 6 \| Simon Schempp \| 655 \| 4 \| \| 7 \| Evgeniy Garanichev \| 620 \| \| \| 8 \| Emil Hegle Svendsen \| 595 \| \| \| 9 \| Ole Einar Bjørndalen \| 577 \| 1 \| \| 10 \| Quentin Fillon Maillet \| 559 \| \| |        |          |
| Loc | Nume | Puncte | Victorii |
| 1   | Martin Fourcade | 1151   | 10       |
| 2   | Anton Shipulin | 785    | 1        |
| 3   | Johannes Thingnes Bø | 730    | 3        |
| 4   | Simon Eder | 681    | 1        |
| 5   | Tarjei Bø | 673    |          |
| 6   | Simon Schempp | 655    | 4        |
| 7   | Evgeniy Garanichev | 620    |          |
| 8   | Emil Hegle Svendsen | 595    |          |
| 9   | Ole Einar Bjørndalen | 577    | 1        |
| 10  | Quentin Fillon Maillet | 559    |          |

| Loc | Nume                 | Puncte |
| --- | -------------------- | ------ |
| 1   | Martin Fourcade      | 378    |
| 2   | Simon Schempp        | 262    |
| -   | Johannes Thingnes Bø | 262    |
| 4   | Anton Shipulin       | 251    |
| 5   | Tarjei Bø            | 228    |

| Loc | Nume                 | Puncte |
| --- | -------------------- | ------ |
| 1   | Martin Fourcade      | 391    |
| 2   | Anton Shipulin       | 279    |
| 3   | Tarjei Bø            | 238    |
| 4   | Emil Hegle Svendsen  | 229    |
| 5   | Simon Eder           | 224    |
| -   | Johannes Thingnes Bø | 224    |

| Loc | Nume                   | Puncte |
| --- | ---------------------- | ------ |
| 1   | Martin Fourcade        | 242    |
| 2   | Quentin Fillon Maillet | 162    |
| 3   | Anton Shipulin         | 155    |
| 4   | Johannes Thingnes Bø   | 154    |
| 5   | Evgeniy Garanichev     | 153    |

| Loc | Nume                 | Puncte |
| --- | -------------------- | ------ |
| 1   | Martin Fourcade      | 140    |
| 2   | Simon Eder           | 138    |
| 3   | Dominik Landertinger | 105    |
| 4   | Anton Shipulin       | 100    |
| 5   | Johannes Thingnes Bø | 90     |

| Loc | Nume     | Puncte |
| --- | -------- | ------ |
| 1   | Norvegia | 264    |
| 2   | Germania | 252    |
| 3   | Franța   | 223    |
| 4   | Rusia    | 191    |
| 5   | Canada   | 183    |

| Loc | Țară     | Puncte |
| --- | -------- | ------ |
| 1   | Norvegia | 7466   |
| 2   | Germania | 7076   |
| 3   | Rusia    | 6831   |
| 4   | Franța   | 6769   |
| 5   | Austria  | 6389   |

## Feminin

### Rezultate
| Data                                | Oraș              | Țara          | Disciplină              | Locul 1                                                                     | Locul 2                                                                        | Locul 3                                                                           | Lider clasament general | Detalii |
| ----------------------------------- | ----------------- | ------------- | ----------------------- | --------------------------------------------------------------------------- | ------------------------------------------------------------------------------ | --------------------------------------------------------------------------------- | ----------------------- | ------- |
| 3 decembrie 2015                    | Östersund         | Suedia        | individual (15 km)      | Dorothea Wierer                                                             | Marie Dorin-Habert                                                             | Olena Pidhrushna                                                                  | Dorothea Wierer         | [ 34 ]  |
| 5 decembrie 2015                    | Östersund         | Suedia        | sprint (7,5 km)         | Gabriela Soukalová                                                          | Federica Sanfilippo                                                            | Olena Pidhrushna                                                                  | Gabriela Soukalová      | [ 35 ]  |
| 6 decembrie 2015                    | Östersund         | Suedia        | urmărire (10 km)        | Kaisa Mäkäräinen                                                            | Dorothea Wierer                                                                | Franziska Hildebrand                                                              | Gabriela Soukalová      | [ 36 ]  |
| 11 decembrie 2015                   | Hochfilzen        | Austria       | sprint (7,5 km)         | Franziska Hildebrand                                                        | Maren Hammerschmidt                                                            | Miriam Gössner                                                                    | Gabriela Soukalová      | [ 37 ]  |
| 12 decembrie 2015                   | Hochfilzen        | Austria       | urmărire (10 km)        | Laura Dahlmeier                                                             | Maren Hammerschmidt                                                            | Gabriela Soukalová                                                                | Gabriela Soukalová      | [ 38 ]  |
| 13 decembrie 2015                   | Hochfilzen        | Austria       | ștafetă (4x6 km)        | Italia Lisa Vittozzi Karin Oberhofer Federica Sanfilippo Dorothea Wierer    | Germania Franziska Hildebrand Maren Hammerschmidt Vanessa Hinz Franziska Preuß | Ucraina Julija Dzhyma Olga Abramova Valj Semerenko Olena Pidhrushna               | Gabriela Soukalová      | [ 39 ]  |
| 18 decembrie 2015                   | Pokljuka          | Slovenia      | sprint (7,5 km)         | Marie Dorin-Habert                                                          | Laura Dahlmeier                                                                | Franziska Hildebrand                                                              | Gabriela Soukalová      | [ 40 ]  |
| 19 decembrie 2015                   | Pokljuka          | Slovenia      | urmărire (10 km)        | Laura Dahlmeier                                                             | Marie Dorin-Habert                                                             | Kaisa Mäkäräinen                                                                  | Marie Dorin-Habert      | [ 41 ]  |
| 20 decembrie 2015                   | Pokljuka          | Slovenia      | start în masă (12,5 km) | Kaisa Mäkäräinen                                                            | Gabriela Soukalová                                                             | Olga Podchufarova                                                                 | Gabriela Soukalová      | [ 42 ]  |
| 8 ianuarie 2016                     | Ruhpolding        | Germania      | sprint (7,5 km)         | Franziska Hildebrand                                                        | Gabriela Soukalová                                                             | Kaisa Mäkäräinen                                                                  | Gabriela Soukalová      | [ 43 ]  |
| 9 ianuarie 2016                     | Ruhpolding        | Germania      | urmărire (10 km)        | Laura Dahlmeier                                                             | Gabriela Soukalová                                                             | Dorothea Wierer                                                                   | Gabriela Soukalová      | [ 44 ]  |
| 10 ianuarie 2016                    | Ruhpolding        | Germania      | start în masă (12,5 km) | Laura Dahlmeier                                                             | Marie Dorin Habert                                                             | Tiril Eckhoff                                                                     | Gabriela Soukalová      | [ 45 ]  |
| 14 ianuarie 2016                    | Ruhpolding        | Germania      | individual (15 km)      | Dorothea Wierer                                                             | Kaisa Mäkäräinen                                                               | Gabriela Soukalová                                                                | Gabriela Soukalová      | [ 46 ]  |
| 16 ianuarie 2016                    | Ruhpolding        | Germania      | ștafetă (4x6 km)        | Ucraina Iryna Varvynets Juliya Dzhyma Valj Semerenko Olena Pidhrushna       | Germania Karolin Horchler Miriam Gössner Maren Hammerschmidt Laura Dahlmeier   | Italia Lisa Vittozzi Karin Oberhofer Alexia Runggaldier Dorothea Wierer           | Gabriela Soukalová      | [ 47 ]  |
| 17 ianuarie 2016                    | Ruhpolding        | Germania      | start în masă (12,5 km) | Gabriela Soukalová                                                          | Franziska Hildebrand                                                           | Laura Dahlmeier                                                                   | Gabriela Soukalová      | [ 48 ]  |
| 21 ianuarie 2016                    | Rasun Anterselva  | Italia        | sprint (7,5 km)         | Olga Podchufarova                                                           | Dorothea Wierer                                                                | Ekaterina Yurlova                                                                 | Gabriela Soukalová      | [ 49 ]  |
| 23 ianuarie 2016                    | Rasun Anterselva  | Italia        | urmărire (10,5 km)      | Ekaterina Yurlova                                                           | Selina Gasparin                                                                | Dorothea Wierer                                                                   | Gabriela Soukalová      | [ 50 ]  |
| 24 ianuarie 2016                    | Rasun Anterselva  | Italia        | ștafetă (4x6 km)        | Franța Justine Braisaz Anaïs Bescond Anaïs Chevalier Marie Dorin-Habert     | Cehia Eva Puskarčíková Lucie Charvátová Gabriela Soukalová Veronika Vítková    | Rusia Ekaterina Shumilova Anastasia Zagoruiko Ekaterina Yurlova Olga Podchufarova | Gabriela Soukalová      | [ 51 ]  |
| 5 februarie 2016                    | Canmore           | Canada        | sprint (7,5 km)         | Olena Pidhrushna                                                            | Krystyna Guzik                                                                 | Dorothea Wierer                                                                   | Gabriela Soukalová      | [ 52 ]  |
| 6 februarie 2016                    | Canmore           | Canada        | start în masă (12,5 km) | Dorothea Wierer                                                             | Marie Dorin Habert                                                             | Gabriela Soukalová                                                                | Gabriela Soukalová      | [ 53 ]  |
| 11 februarie 2016                   | Presque Isle      | Statele Unite | sprint (7,5 km)         | Gabriela Soukalová                                                          | Susan Dunklee                                                                  | Krystyna Guzik                                                                    | Gabriela Soukalová      | [ 54 ]  |
| 12 februarie 2016                   | Presque Isle      | Statele Unite | urmărire (10 km)        | Gabriela Soukalová                                                          | Kaisa Mäkäräinen                                                               | Marie Dorin Habert                                                                | Gabriela Soukalová      | [ 55 ]  |
| 14 februarie 2016                   | Presque Isle      | Statele Unite | ștafetă (4x6 km)        | Cehia Eva Puskarčíková Lucie Charvátová Gabriela Soukalová Veronika Vítková | Ucraina Iryna Varvynets Natalya Burdyga Julija Dzhyma Olena Pidhrushna         | Germania Franziska Preuss Luise Kummer Miriam Gössner Karolin Horchler            | Gabriela Soukalová      | [ 56 ]  |
| Campionatul mondial de biatlon 2016 |                   |               |                         |                                                                             |                                                                                |                                                                                   |                         |         |
| 5 martie 2016                       | Oslo Holmenkollen | Norvegia      | sprint (7,5 km)         | Tiril Eckhoff                                                               | Marie Dorin Habert                                                             | Laura Dahlmeier                                                                   | Gabriela Soukalová      | [ 57 ]  |
| 6 martie 2016                       | Oslo Holmenkollen | Norvegia      | urmărire (10 km)        | Laura Dahlmeier                                                             | Dorothea Wierer                                                                | Marie Dorin Habert                                                                | Gabriela Soukalová      | [ 58 ]  |
| 9 martie 2016                       | Oslo Holmenkollen | Norvegia      | individual (15 km)      | Marie Dorin Habert                                                          | Anaïs Bescond                                                                  | Laura Dahlmeier                                                                   | Gabriela Soukalová      | [ 59 ]  |
| 11 martie 2016                      | Oslo Holmenkollen | Norvegia      | ștafetă (4x6 km)        | Norvegia Synnøve Solemdal Fanny Horn Birkeland Tiril Eckhoff Marte Olsbu    | Franța Justine Braisaz Anaïs Bescond Anaïs Chevalier Marie Dorin Habert        | Germania Franziska Preuß Franziska Hildebrand Maren Hammerschmidt Laura Dahlmeier | Gabriela Soukalová      | [ 60 ]  |
| 13 martie 2016                      | Oslo Holmenkollen | Norvegia      | start în masă (12,5 km) | Marie Dorin Habert                                                          | Laura Dahlmeier                                                                | Kaisa Mäkäräinen                                                                  | Gabriela Soukalová      | [ 61 ]  |
| 17 martie 2016                      | Hantî-Mansiisk    | Rusia         | sprint (7,5 km)         | Kaisa Mäkäräinen                                                            | Gabriela Soukalová                                                             | Marte Olsbu                                                                       | Gabriela Soukalová      | [ 62 ]  |
| 19 martie 2016                      | Hantî-Mansiisk    | Rusia         | urmărire (10 km)        | Kaisa Mäkäräinen                                                            | Marie Dorin Habert                                                             | Dorothea Wierer                                                                   | Gabriela Soukalová      | [ 63 ]  |
| 20 martie 2016                      | Hantî-Mansiisk    | Rusia         | start în masă (12,5 km) |                                                                             |                                                                                |                                                                                   | Gabriela Soukalová      |         |

### Clasamente

#### General
|     | \| Loc \| Nume \| Puncte \| Victorii \| \| --- \| -------------------- \| ------ \| -------- \| \| 1 \| Gabriela Soukalová \| 1039 \| 4 \| \| 2 \| Marie Dorin-Habert \| 970 \| 3 \| \| 3 \| Dorothea Wierer \| 889 \| 3 \| \| 4 \| Kaisa Mäkäräinen \| 785 \| 2 \| \| 5 \| Laura Dahlmeier \| 756 \| 5 \| \| 6 \| Franziska Hildebrand \| 735 \| 2 \| \| 7 \| Veronika Vítková \| 703 \| \| \| 8 \| Olena Pidhrushna \| 682 \| 1 \| \| 9 \| Anaïs Bescond \| 602 \| \| \| 10 \| Tiril Eckhoff \| 544 \| 1 \| |        |          |
| Loc | Nume | Puncte | Victorii |
| 1   | Gabriela Soukalová | 1039   | 4        |
| 2   | Marie Dorin-Habert | 970    | 3        |
| 3   | Dorothea Wierer | 889    | 3        |
| 4   | Kaisa Mäkäräinen | 785    | 2        |
| 5   | Laura Dahlmeier | 756    | 5        |
| 6   | Franziska Hildebrand | 735    | 2        |
| 7   | Veronika Vítková | 703    |          |
| 8   | Olena Pidhrushna | 682    | 1        |
| 9   | Anaïs Bescond | 602    |          |
| 10  | Tiril Eckhoff | 544    | 1        |

| Loc | Nume               | Puncte |
| --- | ------------------ | ------ |
| 1   | Gabriela Soukalová | 359    |
| 2.  | Marie Dorin Habert | 305    |
| 3.  | Dorothea Wierer    | 297    |
| 4.  | Olena Pidhrushna   | 265    |
| 5.  | Kaisa Mäkäräinen   | 249    |

| Loc | Nume               | Puncte |
| --- | ------------------ | ------ |
| 1   | Gabriela Soukalová | 311    |
| 2   | Dorothea Wierer    | 300    |
| 3   | Marie Dorin-Habert | 277    |
| 4   | Kaisa Mäkäräinen   | 264    |
| 5   | Laura Dahlmeier    | 240    |

| Loc | Nume                 | Puncte |
| --- | -------------------- | ------ |
| 1   | Gabriela Soukalová   | 241    |
| 2.  | Marie Dorin Habert   | 236    |
| 3.  | Laura Dahlmeier      | 228    |
| 4.  | Kaisa Mäkäräinen     | 179    |
| 5.  | Franziska Hildebrand | 169    |

| Loc | Nume                 | Puncte |
| --- | -------------------- | ------ |
| 1   | Dorothea Wierer      | 154    |
| 2   | Marie Dorin-Habert   | 152    |
| 3   | Gabriela Soukalová   | 128    |
| 4   | Franziska Hildebrand | 112    |
| 5   | Anaïs Bescond        | 107    |

| Loc | Nume     | Puncte |
| --- | -------- | ------ |
| 1   | Germania | 235    |
| 2.  | Ucraina  | 234    |
| 3.  | Franța   | 228    |
| 4.  | Cehia    | 228    |
| 5.  | Italia   | 227    |

| Loc | Țară     | Puncte |
| --- | -------- | ------ |
| 1   | Germania | 7012   |
| 2.  | Franța   | 6768   |
| 3.  | Cehia    | 6580   |
| 4.  | Ucraina  | 6460   |
| 5.  | Italia   | 6455   |